# 安興昭懷公主
安兴昭怀公主（680年代?—692年），唐朝公主，是中国唐朝第五代皇帝唐睿宗李旦的次女，生母不详。
生年不详，从其异母姐寿昌公主和异母妹李花山的生年推测当在679年至686年之间。690年，父亲唐睿宗让位于祖母武则天，此时，她尚未获得公主的封号。祖母武则天执政时，初封安兴县主，开始许嫁梁王府参军薛琳，未成，如意元年（692年），县主去世。陪葬乾陵，谥号昭怀，公主称号当是其父再次登基后追封。  